# ボンネット (帽子)

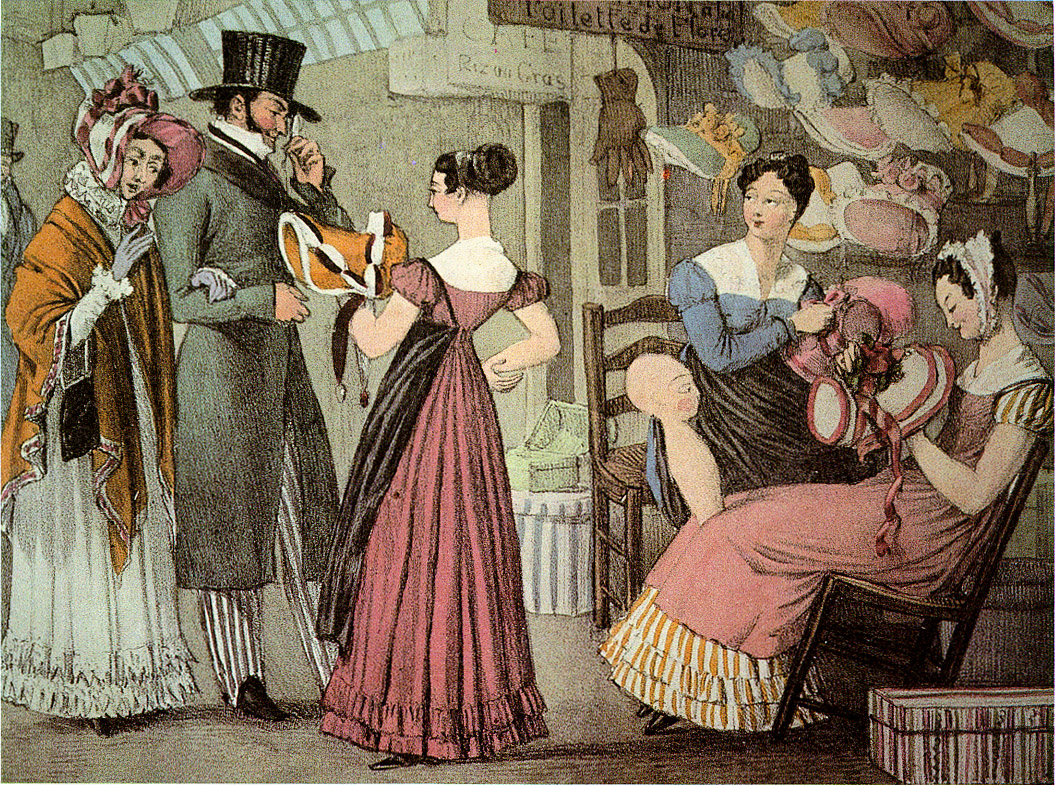
ボンネットを買う女性たち（1822年フランス パリ）

ボンネット（英語: bonnet）、ボネ（フランス語: bonnet）は、ヨーロッパの伝統的な帽子である。いくつかの種類の帽子がボンネットと呼ばれる。

## 婦人用ボンネット
現代ではロリータ・ファッションでかぶられることがある。

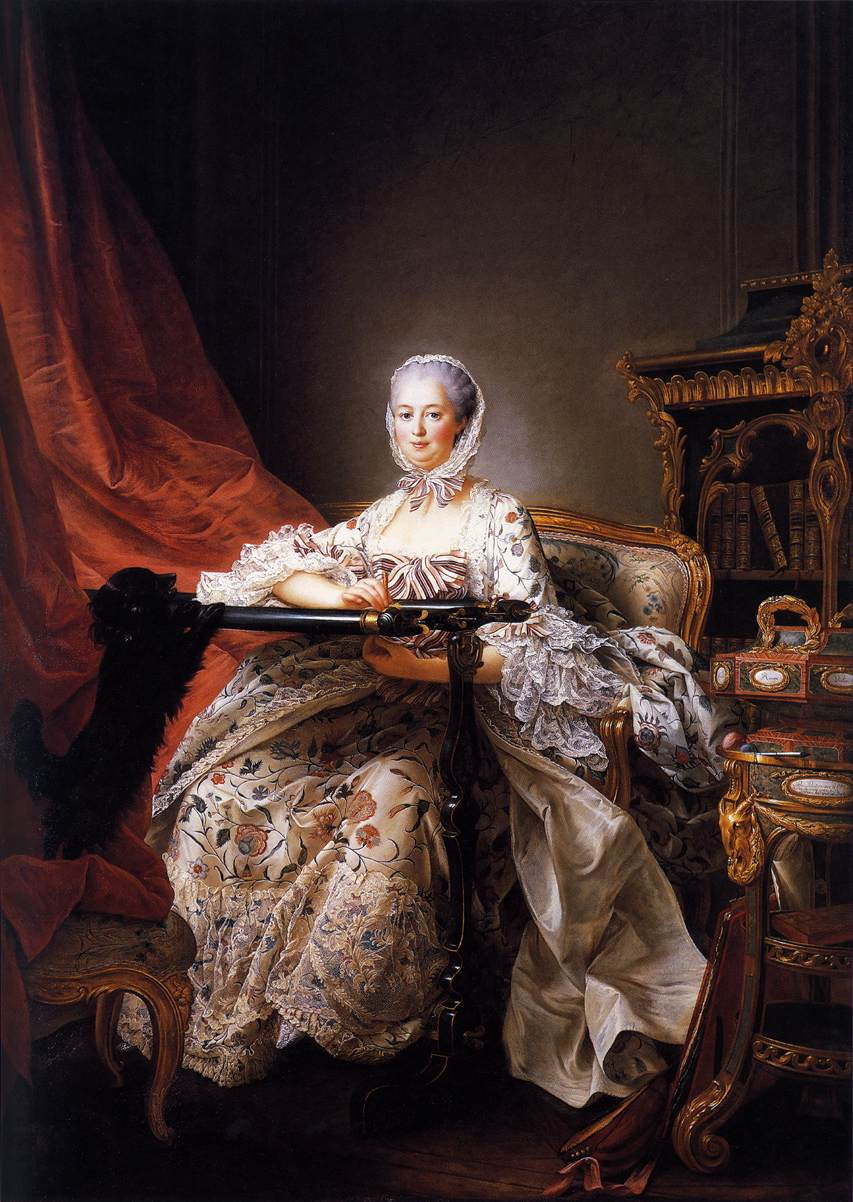
18世紀のつばのないボンネット（ドルーエ「ポンパドール婦人」 1763 - 1764年 フランス）
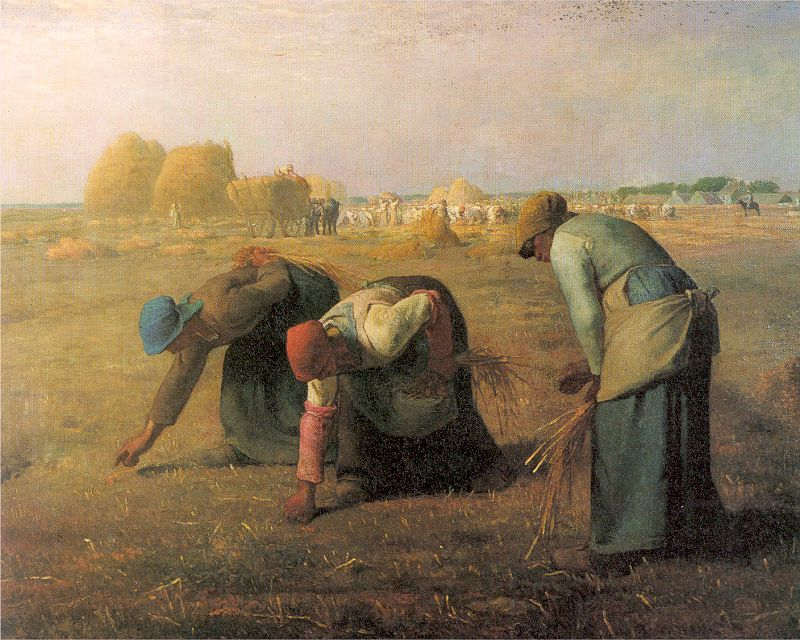
農村の女性のボンネット（ミレー「落穂拾い」 1857年 フランス）

## 男性用ボンネット
スコットランドでは、ボンネットはさまざまな種類の男性用帽子を意味する。現代フランスでも、ある種の男性用帽子がボンネットと呼ばれる。1700年以前より、英語ではキャップという言葉に置き換えられていた。当初スコットランドではブルー・ボネットが広く着用され、近代ではフェザー・ボネット（北アメリカの先住民であるインディアンが着用していたウォーボンネットとは異なる）、グレンガリー帽、キルマーノック・ボネット、バルモラル・ボネットなどのような軍服帽として使用されている。テューダー・ボネットは複数の大学でアカデミックドレスの帽子として使用され、16世紀の一般的な男性のボネットとは異なる。
「ボネット」という言葉は貴族階級の一部の男性が着用する小冠の内側の膨らんだベルベットの布のことも指す。ルイ14世時代のフランスでパリ議会の治安判事と公爵家の間の互いの礼儀についての大きな議論が「"the affair of the bonnets"（ボネット事件）」と呼ばれた。
男性用ボネットにはポンポンがついていることがあり、過去にスコットランドの男性たちが着用していたボネットに形が類似していることから唐辛子のスコティッシュ・ボネットに名付けられた。

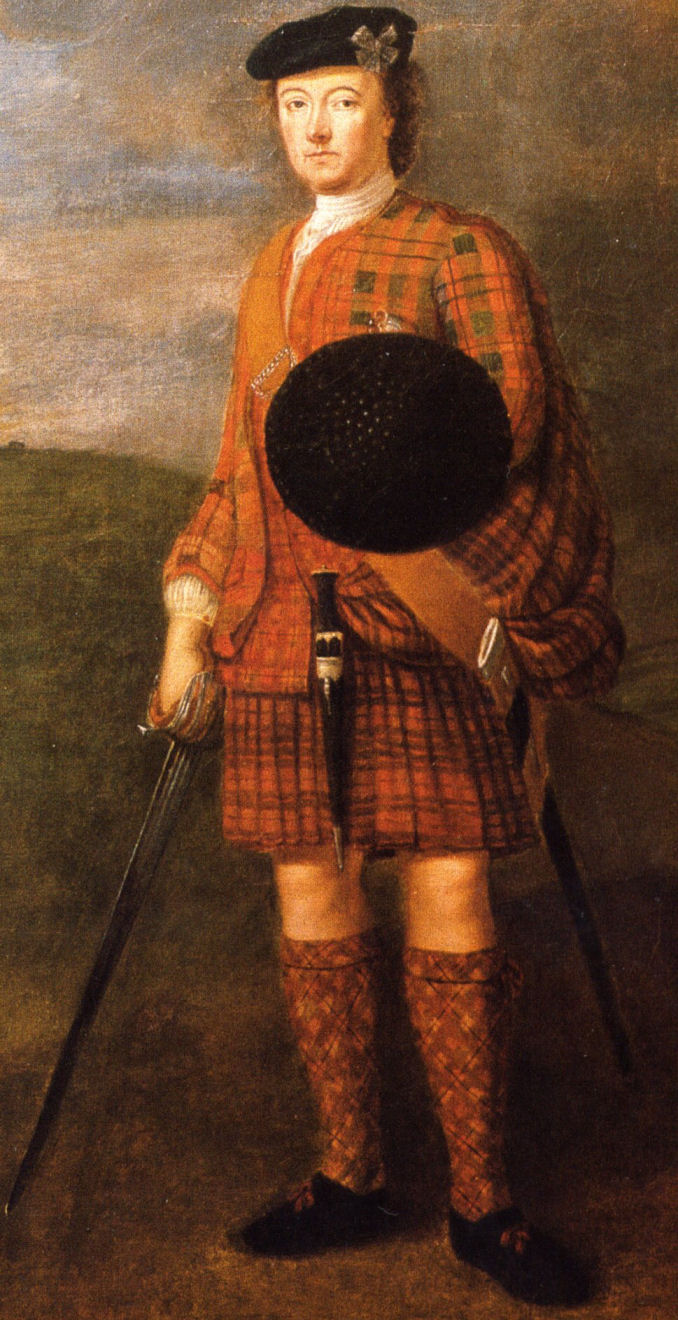
ジョージ・マレー（英語版）が着用する、ジャコバイトへの忠誠の印としてのブルー・ボネット。
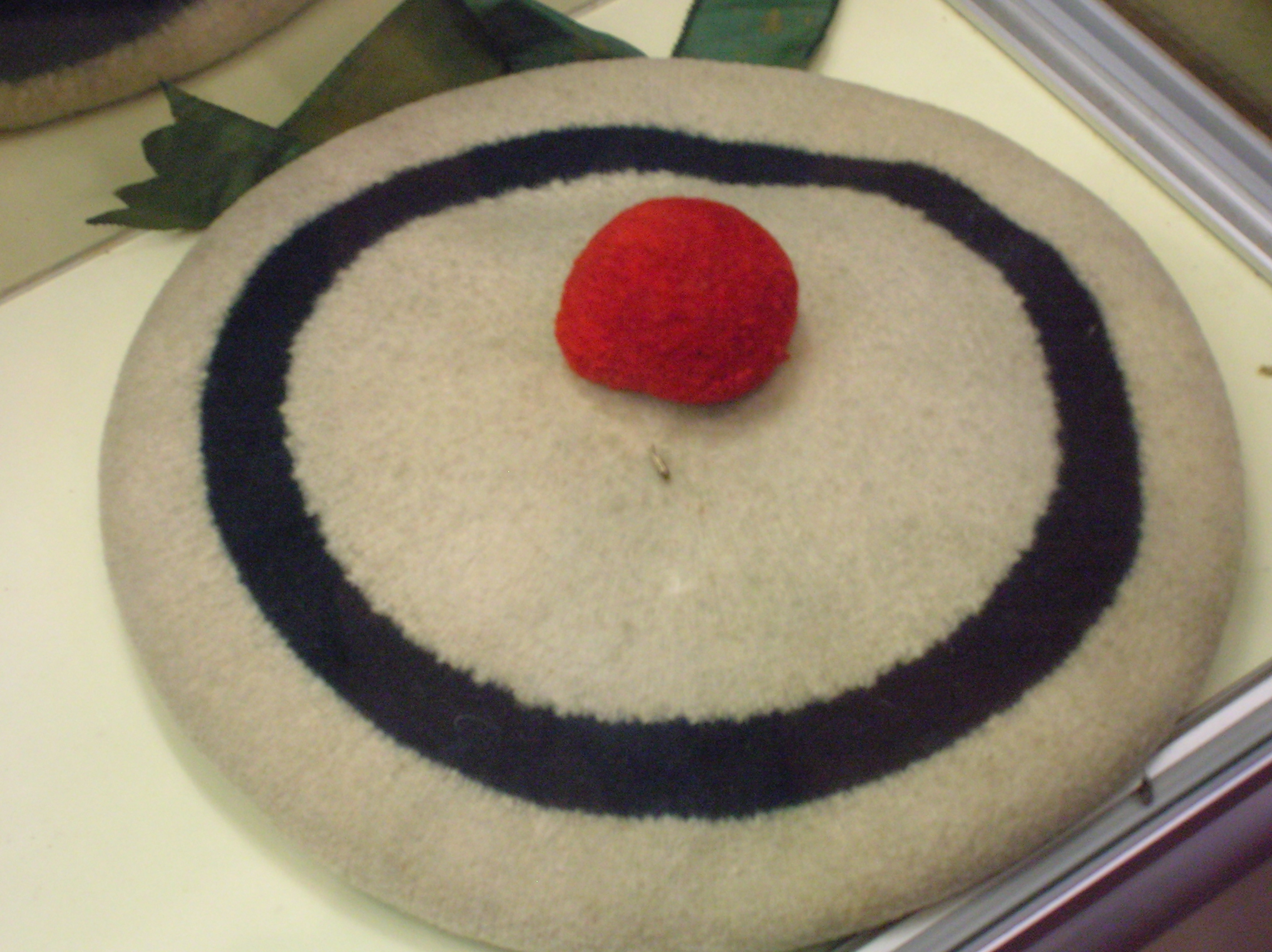
スコットランドキルウィニング（英語版）の弓術用ボンネット
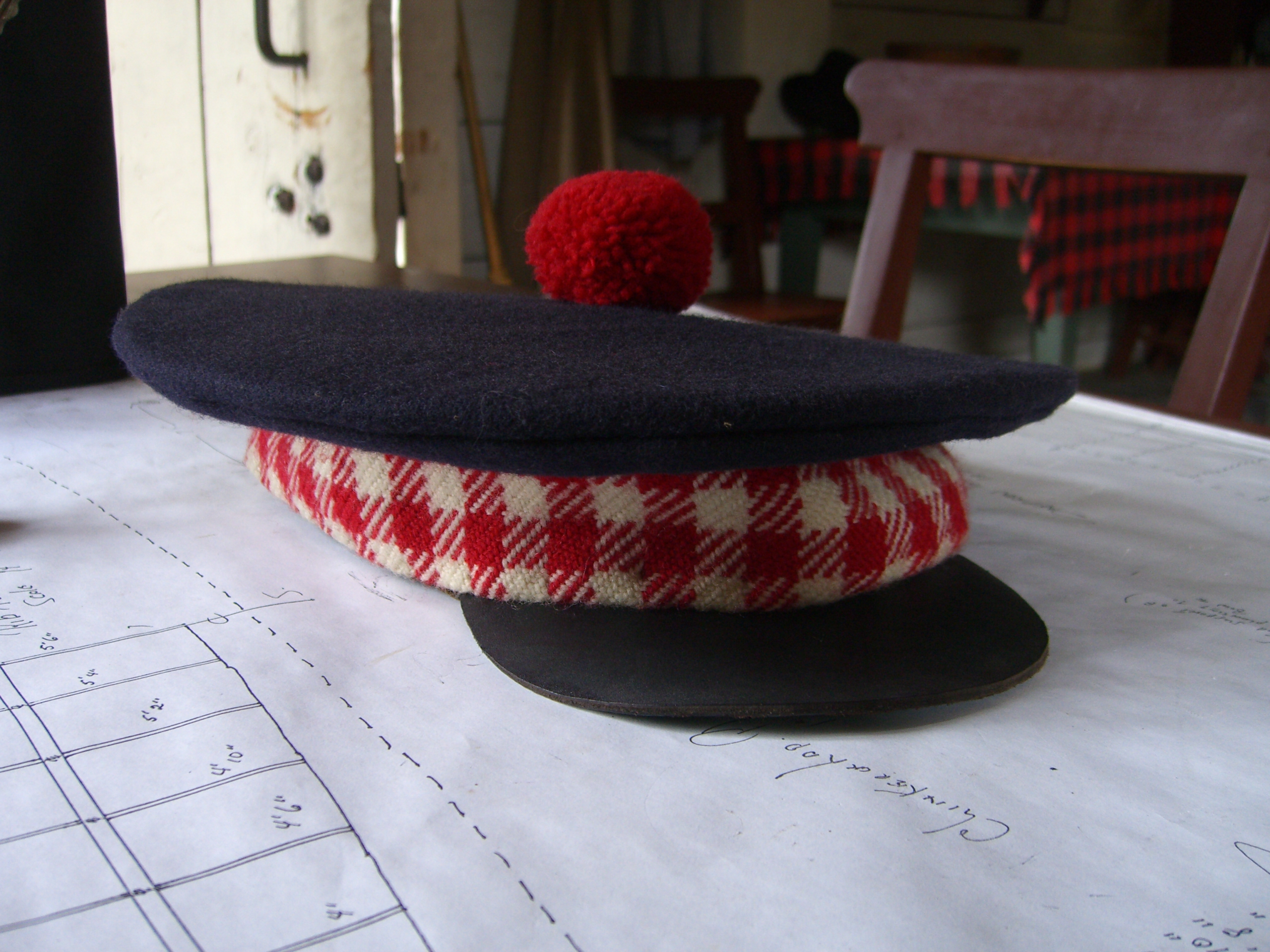
スコットランドのバルモラルボンネット（英語版）
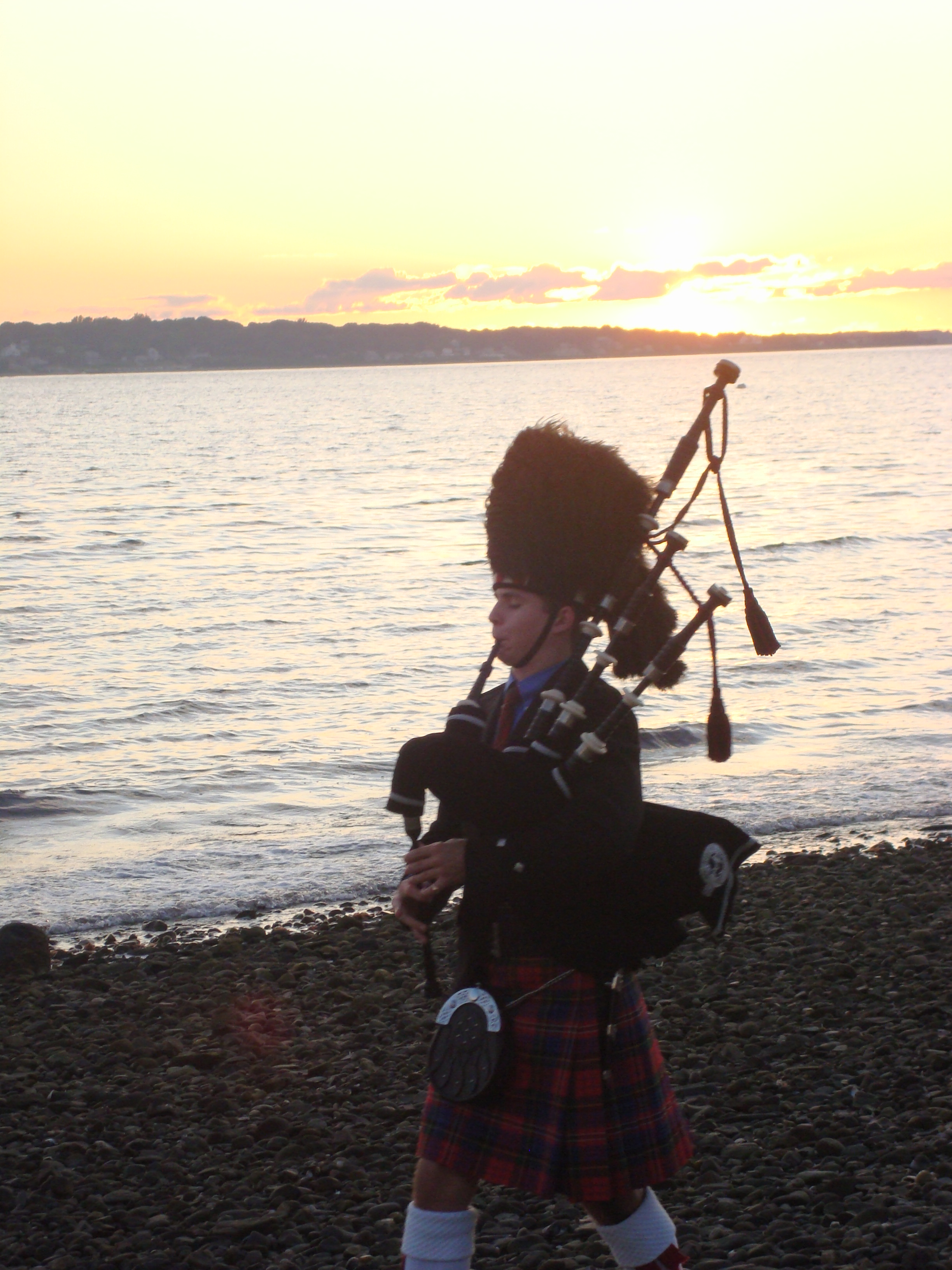
スコットランドの軍服でのフェザーボンネット（英語版）
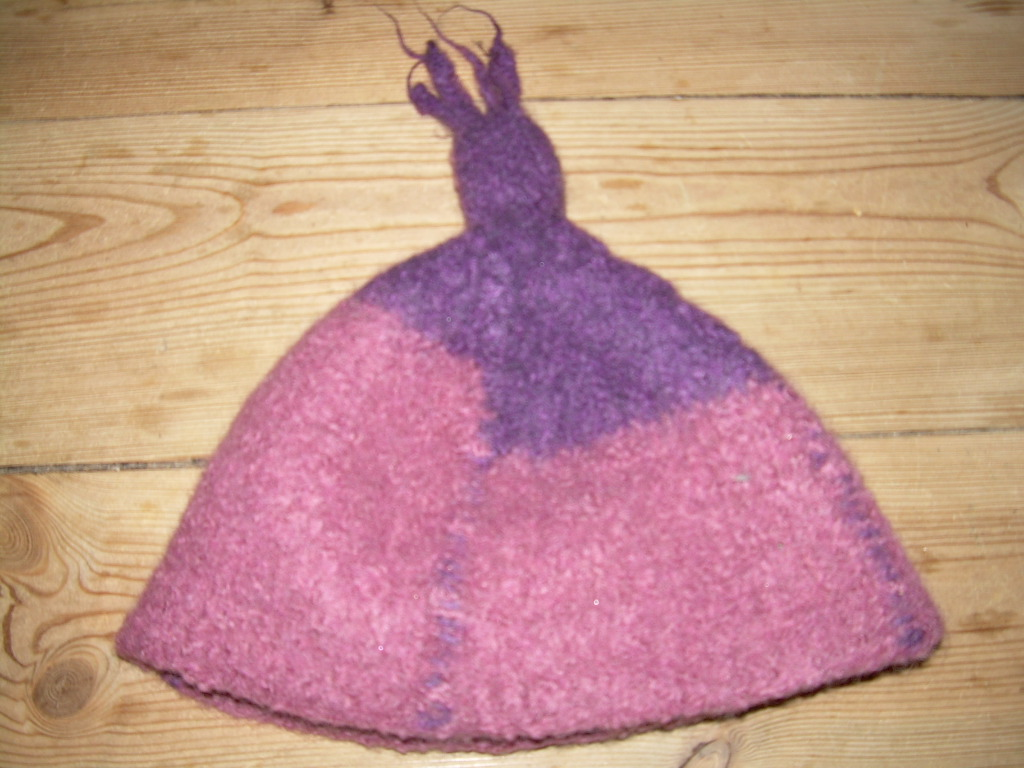
現代フランスのボンネット
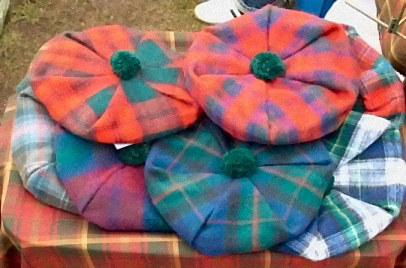
様々なタモシャンター（英語版）

## 乳幼児用ボンネット
現代では、かつての婦人用ボンネットのように顎の下で紐を結ぶボンネットが乳幼児向けに使われる。「ベビーボンネット」という名称で呼ばれることもある。
ベビードレスとセットに使われることもあり、お宮参りなどで赤ん坊にベビードレスを着せてボンネットをかぶせ、おくるみにくるまれた姿を目にすることもある。また、パジャマとして使われることもあり、寝るときにはベビーウェアまたはベビードレスとセットで頭にかぶせ、ベッドや揺り籠、布団、クーハンに寝かせつけることもある。

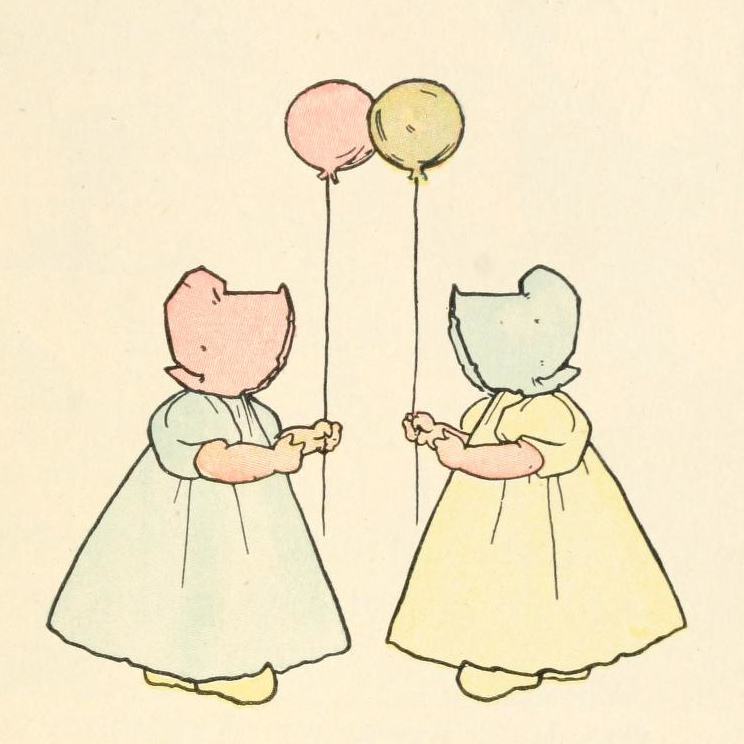
ユーラリー・オズグッド・グローバー著 バーサ・コーベット・メルチャー絵『オランダのサンボンネットの赤ちゃん』(1915)デザインはアップリケキルト等の題材にされた

実写映画『ポパイ』でも使用されたこともあり、ポパイとオリーブが捨て子の赤ん坊スウィーピーと初めて対面するシーンでは、ふたが閉まったバスケットに寝かされていた赤ん坊スウィーピーの格好はベビードレスにベビーボンネットでおくるみにくるまれ、ベビードレスの胸元にピンセットで手紙がつけられていた姿だった。
以前、絵本やイラスト、挿絵などでもベビーボンネットをかぶった赤ん坊の絵が見受けられたが、近年ではその赤ん坊の絵があまり見かけなくなってきている。

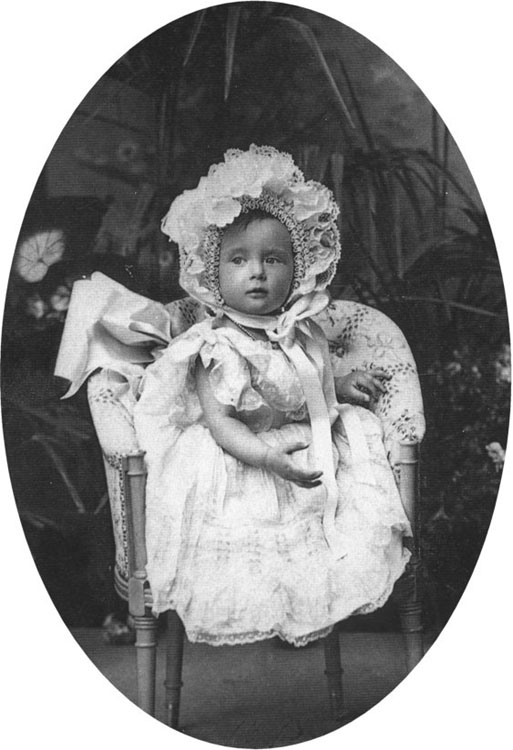
ロシアの皇女タチアナ・ニコラエヴナ1898年